# Schloss Horneck

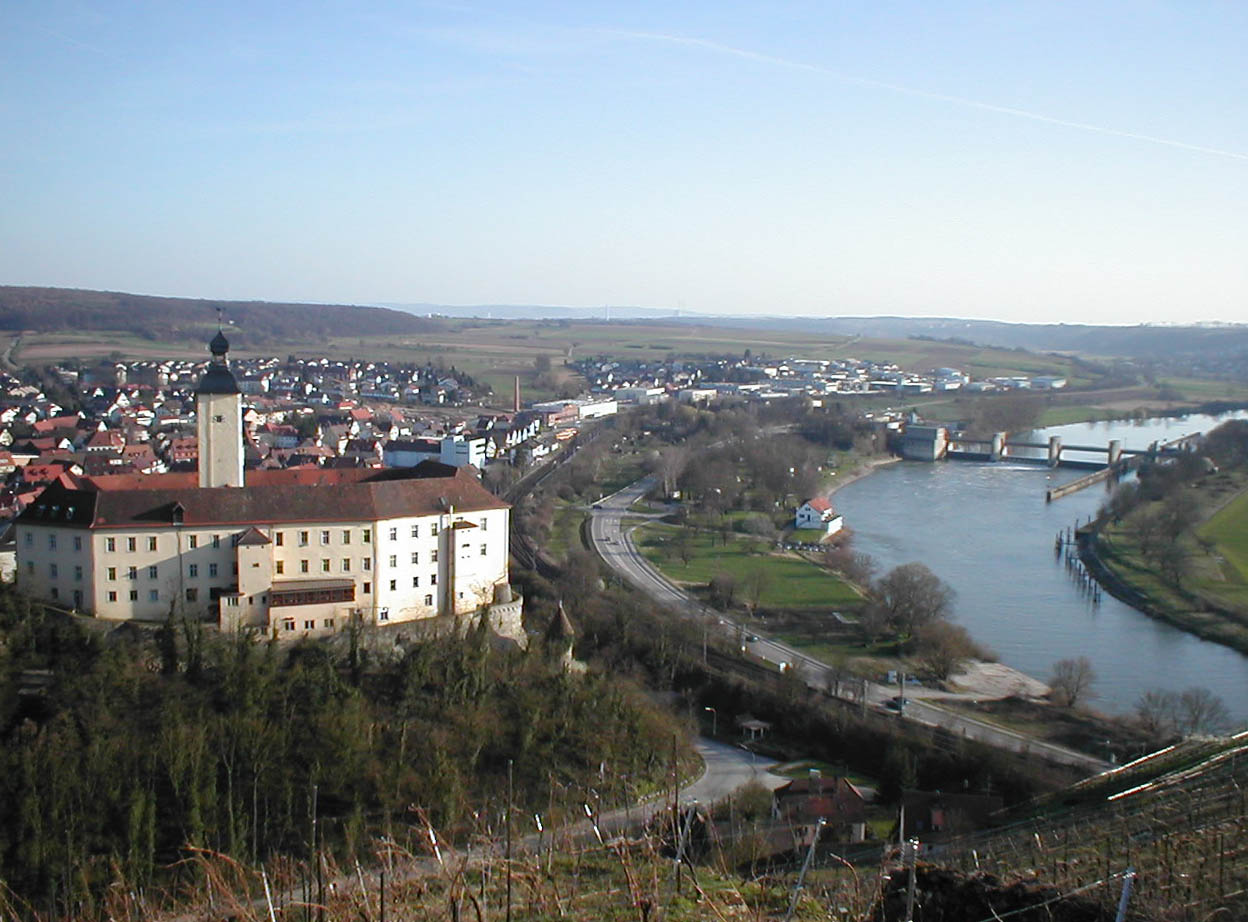
Blick vom Michaelsberg auf Schloss Horneck und das Neckartal

Das Schloss Horneck war eine Burg des Deutschen Ordens in Gundelsheim am Neckar in Nachbarschaft zu den Neckarburgen Ehrenberg, Guttenberg und Hornberg. Zusammen mit der Burg Guttenberg beherrschte die Burg Horneck die sogenannte Deutsche Ebene und die Verbindungswege zwischen Heilbronn und Heidelberg. Heute dient die Schlossanlage als Heimathaus Siebenbürgen der Siebenbürger Sachsen.

## Geschichte

### Ursprünge

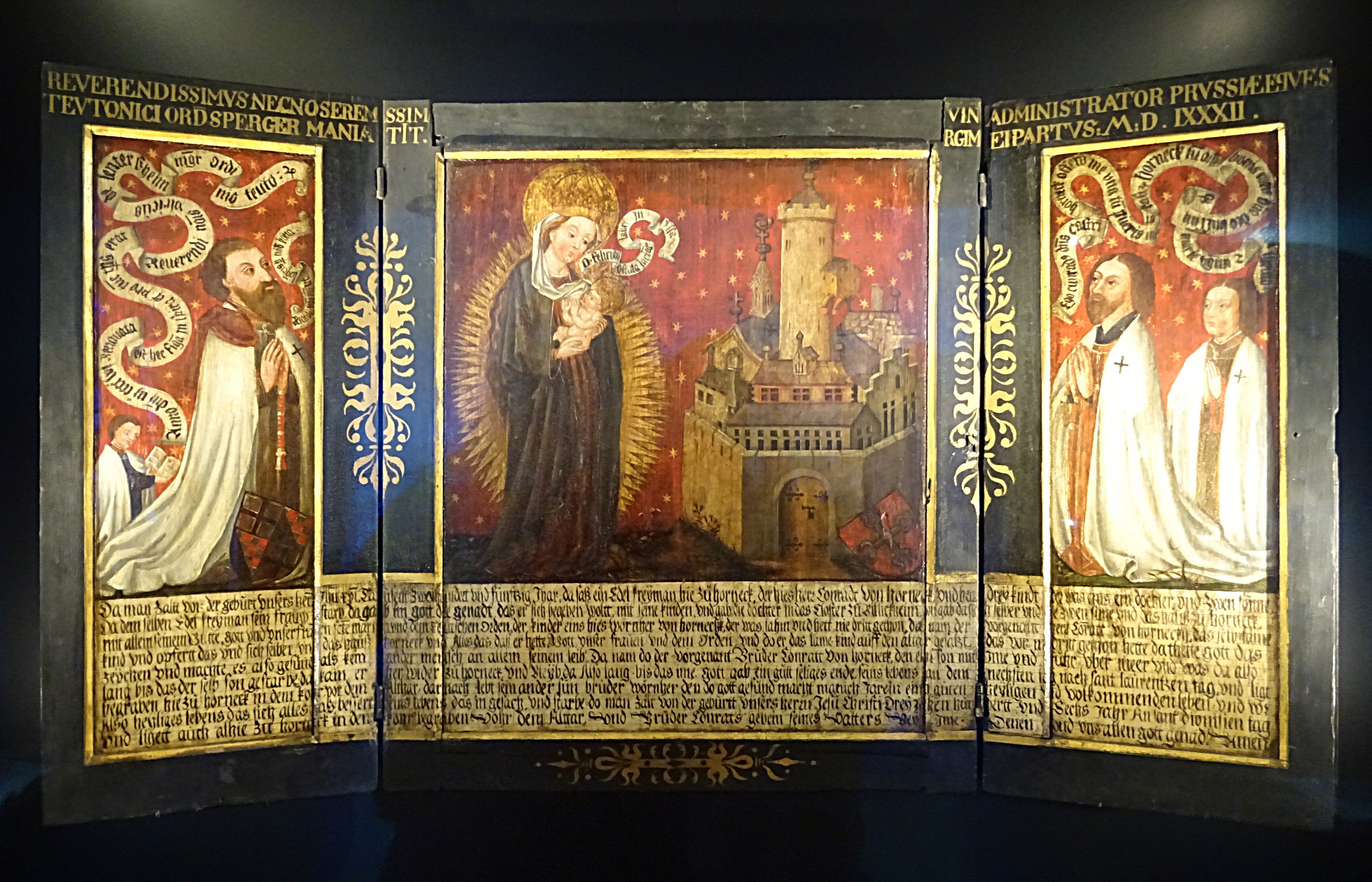
Gedenkbild zur Gründung der Deutschordenskommende Horneck

Die Ursprünge der Burg Horneck liegen im Dunkel. Jedoch wurde im Jahre 1238 ein Ludovicus de Horneck in einer Urkunde erwähnt. Daher wird vorsichtig vermutet, dass die Herren von Horneck die Gründer und Erbauer der Burg sein könnten. Man nimmt hierfür die Zeit um 1200 an. Um 1250 übergab der Besitzer der Burg, Konrad von Horneck, die Burg sowie seinen Teil an Gundelsheim dem Deutschen Orden und trat zusammen mit seinen beiden Söhnen dem Deutschen Orden bei. Dafür wurde Konrad von Horneck Komtur der neu geschaffenen Kommende Horneck. Der noch heute erhaltene Bergfried gilt als einziger Gebäudeteil, der noch aus der Gründungszeit der Burg stammen soll.

### Ausbau und Nutzung durch den Deutschen Orden

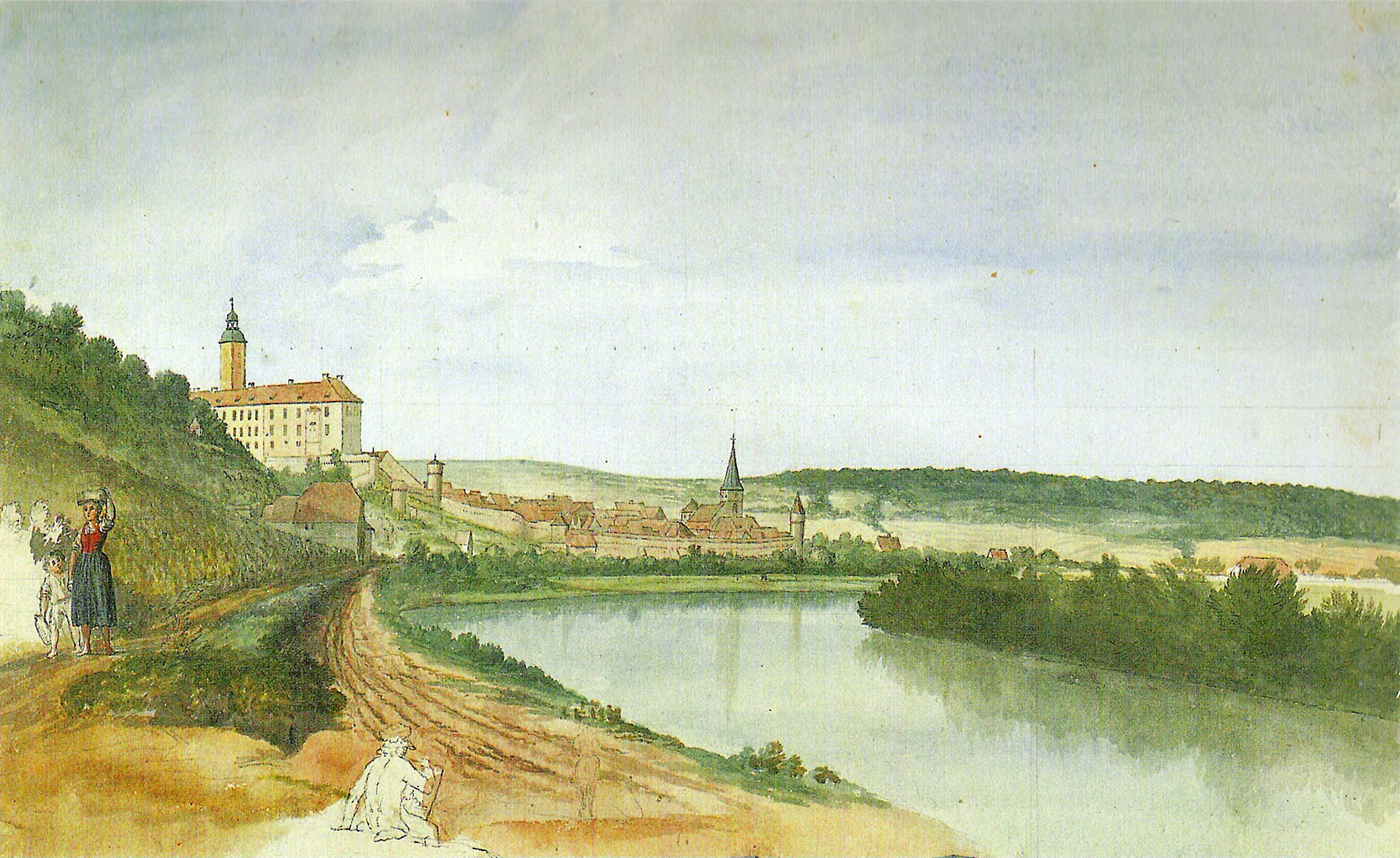
Gundelsheim mit Schloss Horneck von Norden, Ludwig Neureuther, vor 1833

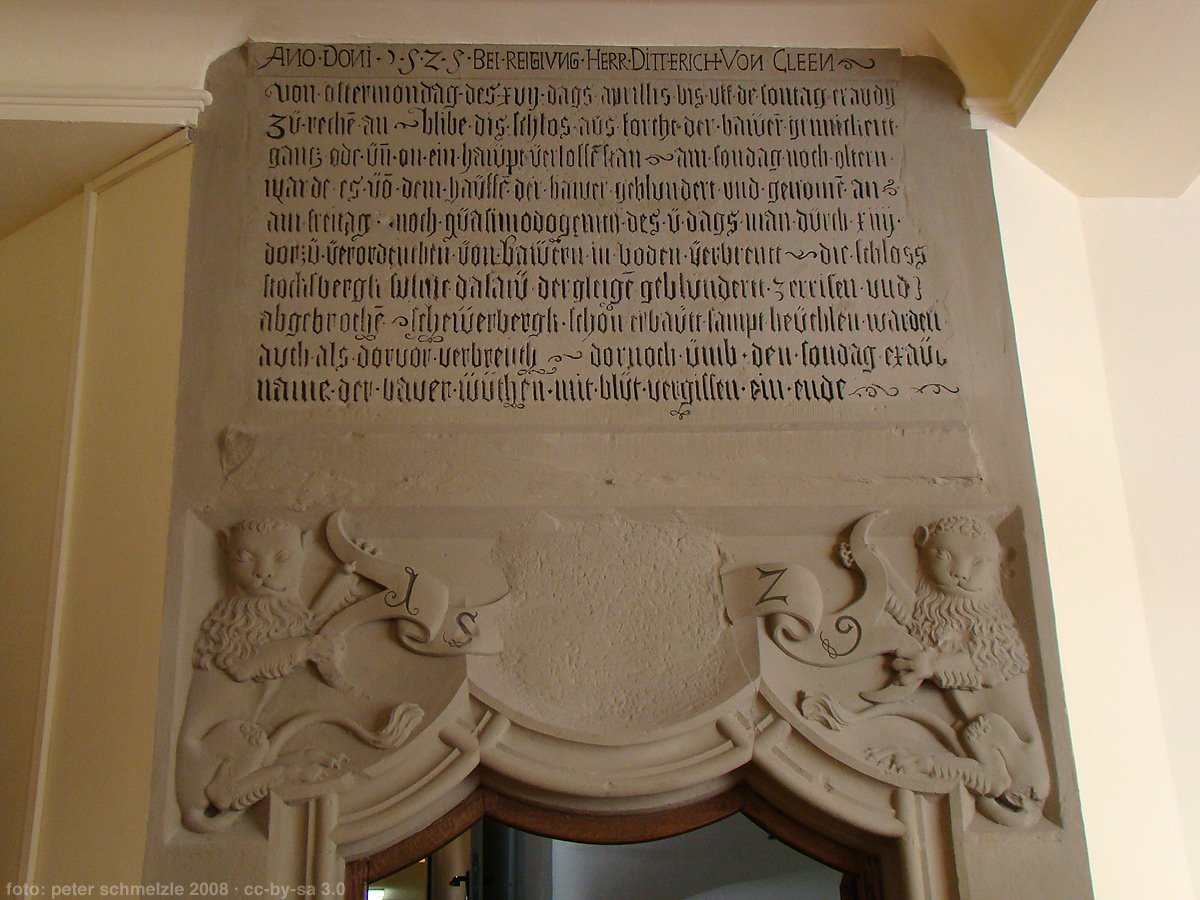
Eine Portalinschrift von 1529 erinnert an die Zerstörung im Bauernkrieg

Durch den Deutschen Orden wurde die Burg kräftig ausgebaut und befestigt. 1294 konnte der Orden den verbliebenen Teil des Ortes Gundelsheim (ehemals Reichsbesitz) vom Ritterstift Wimpfen im Tal erwerben. Mitte des 14. Jahrhunderts wurde der alte Ort Gundelsheim, am Neckar gelegen, aufgegeben und direkt unterhalb der Burg in Form einer Vorburg neu errichtet. In diese Zeit fiel auch die Verleihung des Stadtrechtes an Gundelsheim. Um 1371, unter Philipp von Bickenbach, gehörte die Kommende Horneck zum Kammergut des Deutschmeisters. 1401 soll der König Ruprecht zweimal auf Burg Horneck geweilt haben.
Mit Eberhard von Seinsheim/Saunsheim, von 1420 bis 1443, wurde die Burg Horneck bevorzugter Aufenthaltsort und Erbbegräbnis der Deutschmeister. Eberhard stiftete 1428 in der Burgkapelle eine Gebetsbruderschaft und 1442 ein Ordensspital in Gundelsheim. Nachdem der Deutsche Orden 1410 die wichtige Schlacht bei Tannenberg gegen die vereinigten Polen und Litauer verloren hatte, verlegten die 1494/95 in den Reichsfürstenstand erhobenen Deutschmeister 1438 zumindest nominell ihren ständigen Residenzsitz nach Burg Horneck. Damit war Burg Horneck neben der Marienburg und Riga der dritte Hauptsitz des Ordens. 1484 wurde der Komtur der Horneck auch Oberamtmann des vormals Mainz'schen Amtes Scheuerberg. Damit war Burg Horneck eine der reichsten Kommenden des Deutschen Ordens. Zur Stärkung des Deutschmeisters gegenüber dem Hochmeister wurden die Einkünfte und Gefälle der Kommende Horneck mit dem Meistertum vereinigt und durch Amtsleute des Deutschmeisters verwaltet. 1423 wurde erstmals ein Schreiber des Deutschmeister genannt, um 1486 ein Sekretär mit dem Namen Herbort Thiel und später ein Kanzler mit einer Amtswohnung in Gundelsheim.
Mit dem Bauernaufstand 1525 wurde die Burg Horneck, wohl auf Geheiß Götz von Berlichingens zu Hornberg, der auf der flussabwärts gelegenen Götzenburg Hornberg residierte, von aufgebrachten Bauern erobert. Dabei wurden die Wohn- und Wirtschaftsgebäude völlig zerstört. Deutschmeister Dietrich von Cleen flüchtete nach Heidelberg und verlegte danach seinen Sitz, zunächst als Zwischenlösung gedacht, nach Mergentheim. Nach längerer Zeit entschied man sich aber endgültig für Mergentheim als neuen Residenzsitz. Dies blieb so bis zur Säkularisation des Ordens 1809. Durch die Verwüstungen des Bauernangriffs wurde auch das umfangreiche Archiv der Burg vernichtet. Die Burg verblieb aber im Besitz des Ordens und wurde sofort wieder aufgebaut. Wegen ihrer Beteiligung am Bauernaufstand mussten die Gundelsheimer eine Strafe von 1000 Gulden bezahlen und Frondienste beim Wiederaufbau der Burg Horneck leisten. Hierbei entstand innerhalb der zumeist noch erhaltenen Wehrmauern und -türme ein wuchtiger mehrgeschossiger Renaissancebau, der als unregelmäßiges Siebeneck um den Bergfried herumführt und mit zahlreichen Türmen und Erkern verziert war. Auch im Dreißigjährigen Krieg erlitt die Horneck Schäden, jedoch wurden diese umgehend wieder behoben.
Seit 1782 wurde die Horneck zum Sitz des Neckaroberamtes des Meistertums Mergentheim, zu dem seit 1789 die Ämter Heilbronn, Heuchlingen, Horneck, Kirchhausen, Neckarsulm und Stocksberg rechneten.

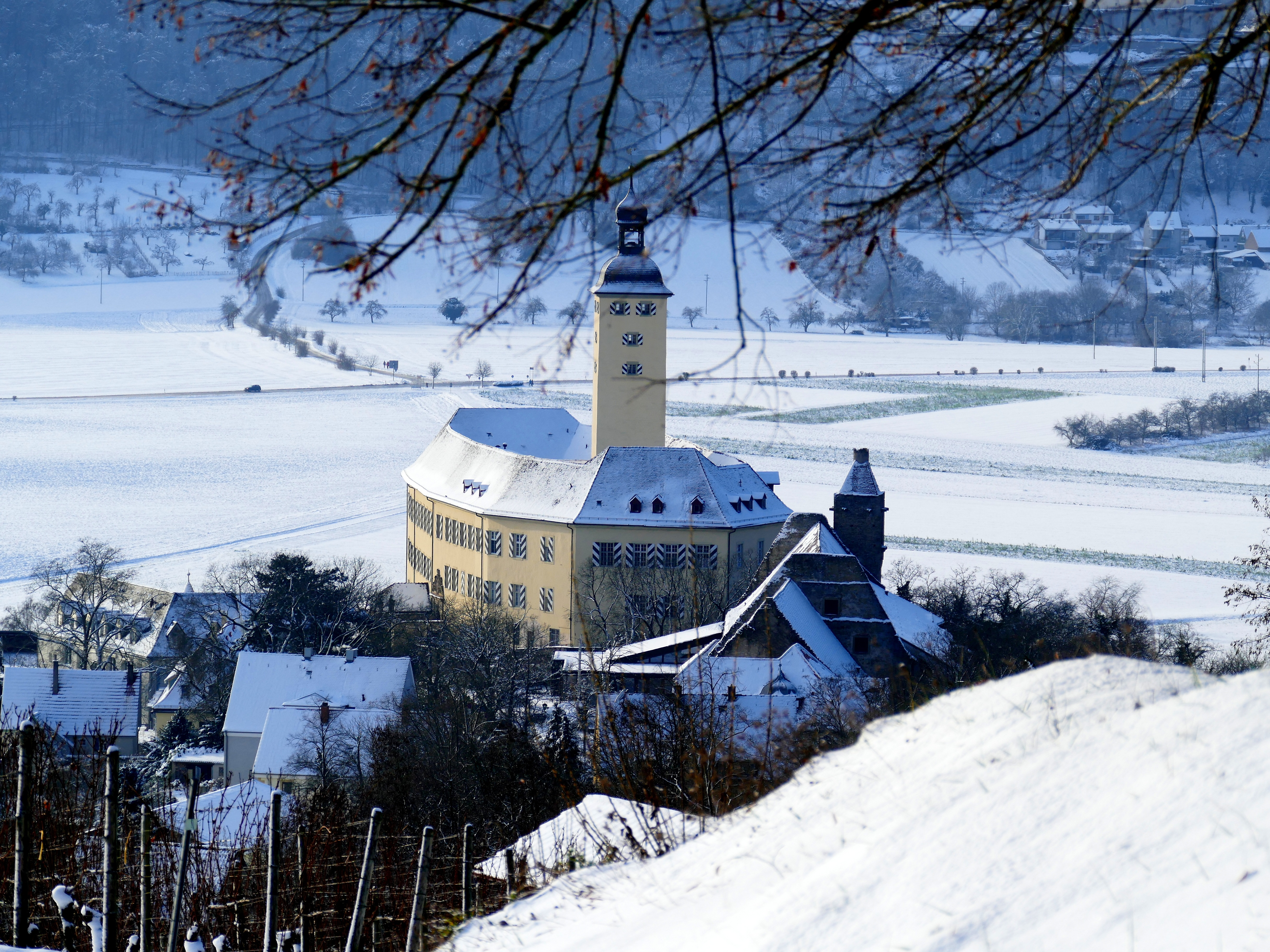
Blick vom Michaelsberg auf das Schloss und die andere Neckarseite
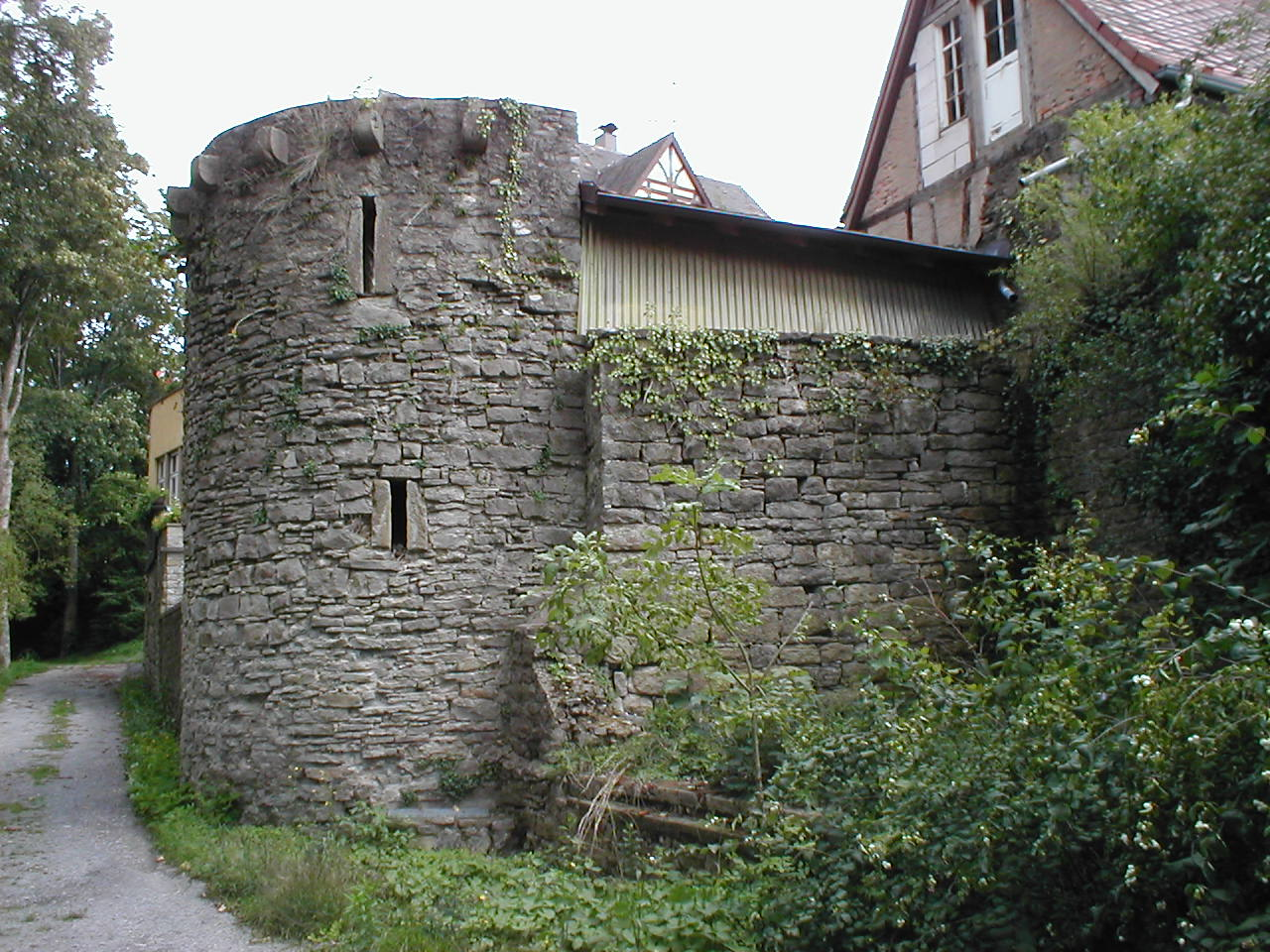
Reste der Burgbefestigung hinter der Komturei
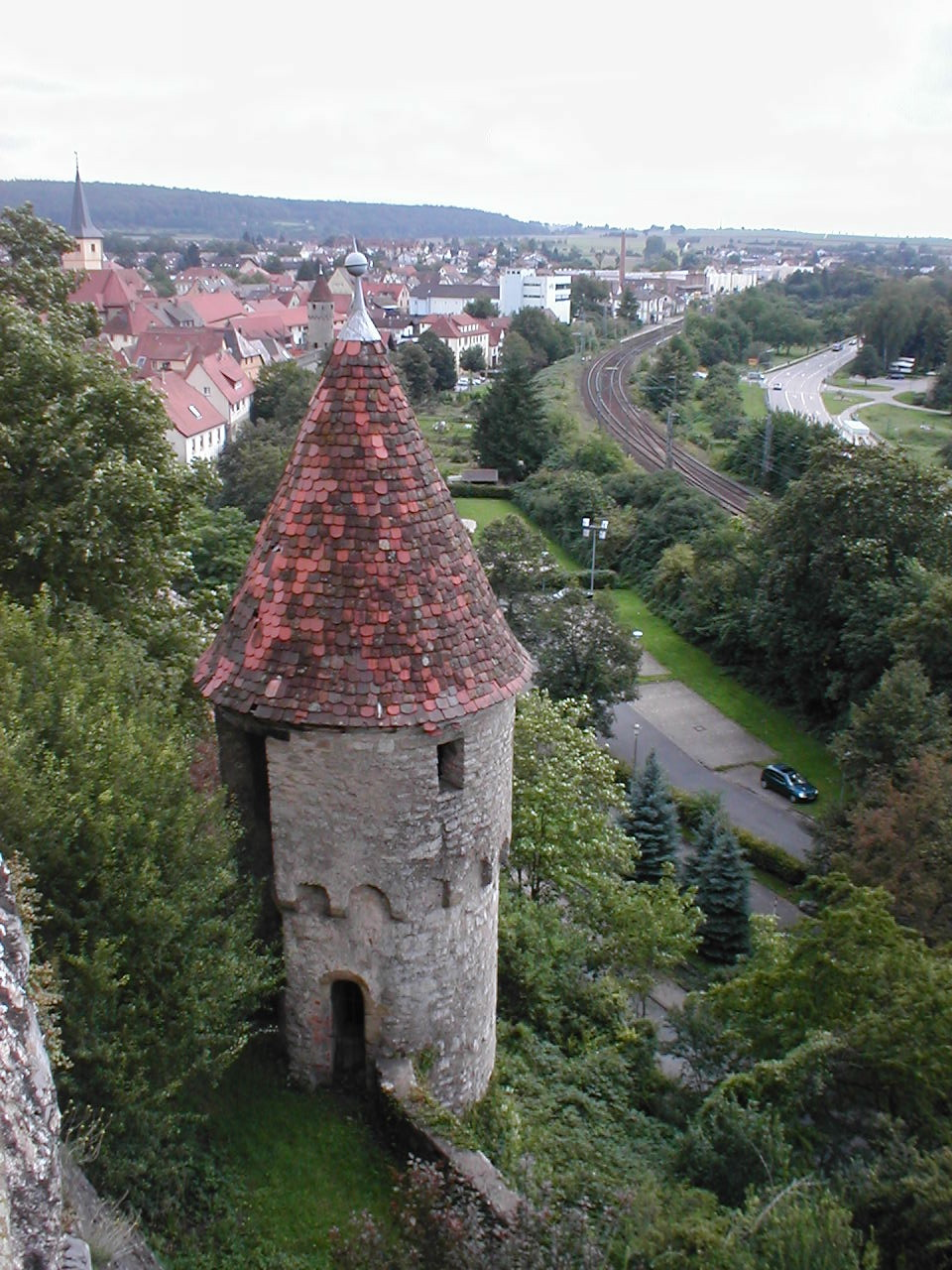
Blick vom Schloss über Gundelsheim und das Neckartal
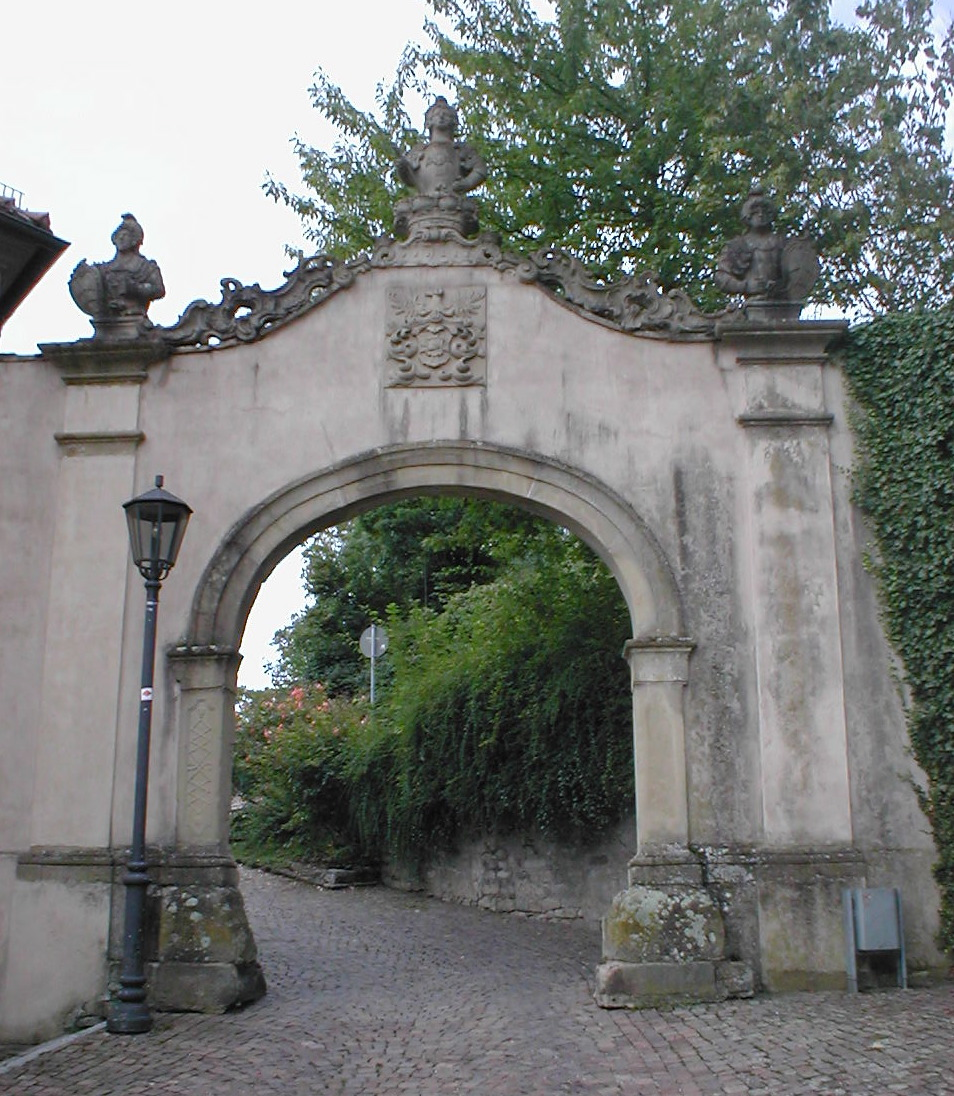
Schloss Horneck, Prunktor mit Büsten

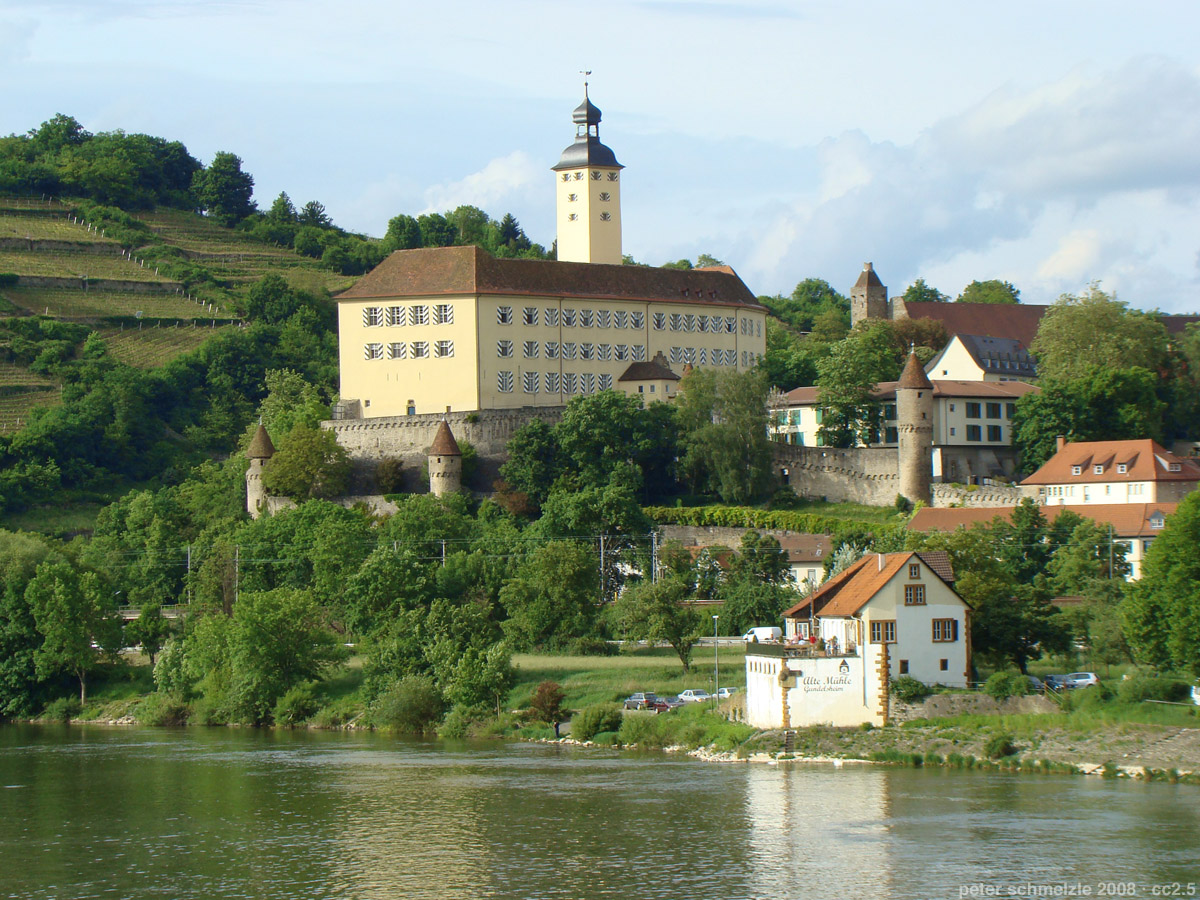
Die Anlage hat seit 1720/24 im Wesentlichen ihre heutige Gestalt

Von 1720 bis 1724 erfolgte unter Baumeister Franz Keller der Umbau in ein vergleichsweise schmuckloses Barockschloss, wobei die Türme und Erker der Renaissancezeit abgebrochen wurden. Aus Kostengründen wurde auf den ebenfalls geplanten Abriss des Bergfrieds verzichtet. 1730 entstand schließlich das Portal zur Stadt hin, das mit Ordensritter-Grabdenkmälern der früheren Schlosskapelle aus dem 15. und frühen 16. Jahrhundert verziert wurde, die heute teilweise noch als Gipsabgüsse erhalten sind. Über dem Portal befinden sich allegorische Gestalten (Tapferkeit mit Säule und Christliche Liebe mit flammender Urne), zwischen denen das Prunkwappen des Hoch- und Deutschmeisters Franz Ludwig von der Pfalz (1664–1732) von zwei Löwen gehalten prangt.

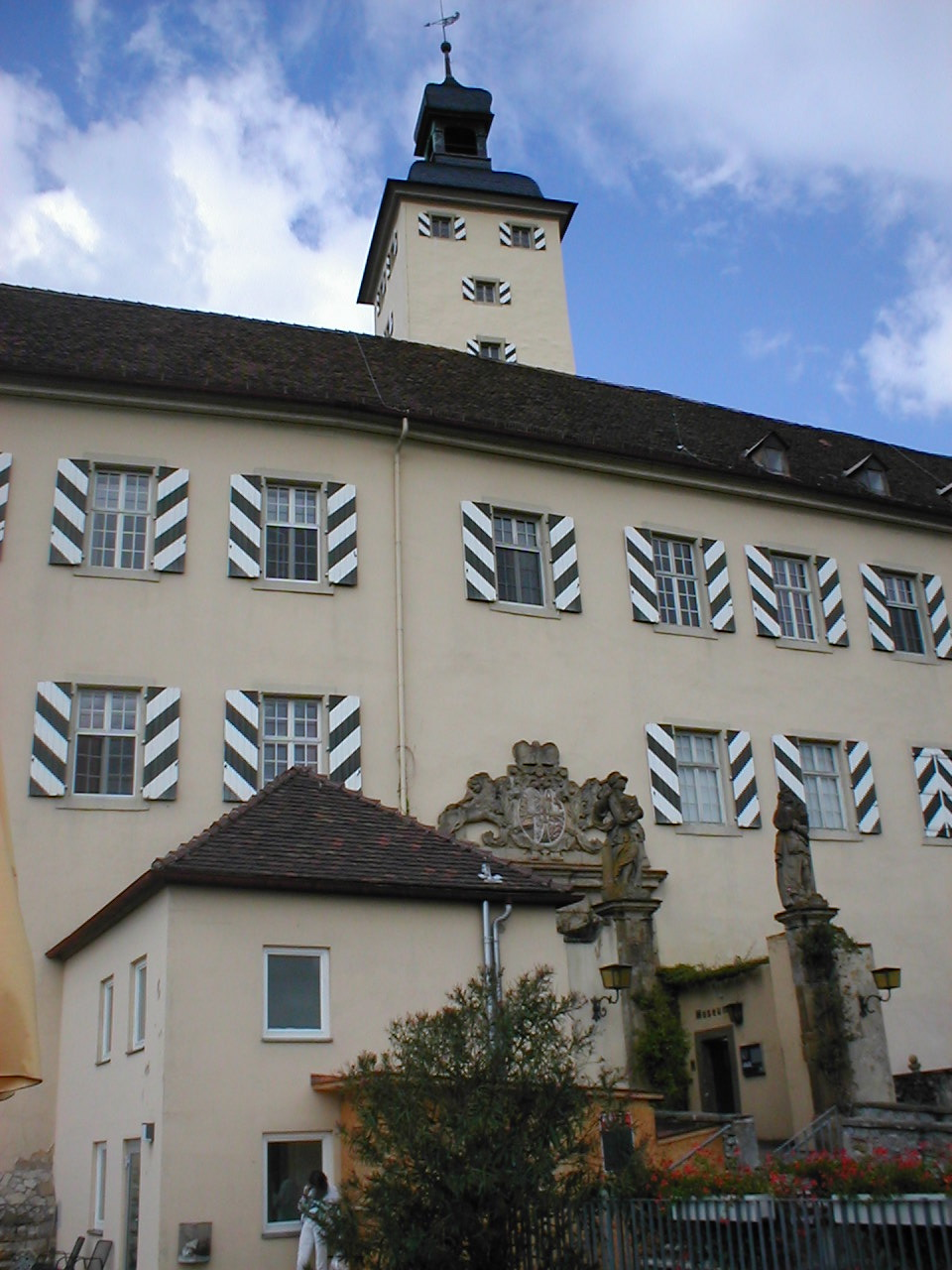
Schloss Horneck
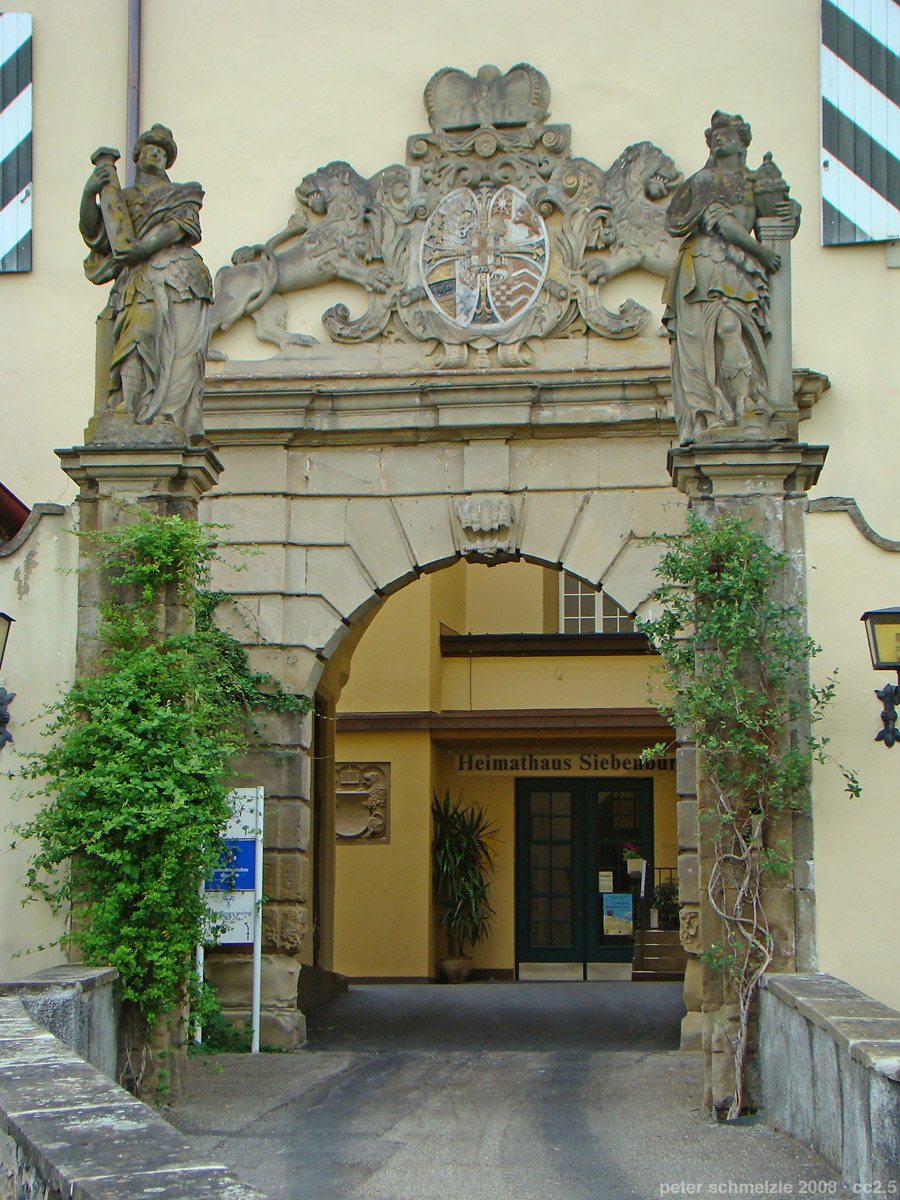
Portal am Torhaus
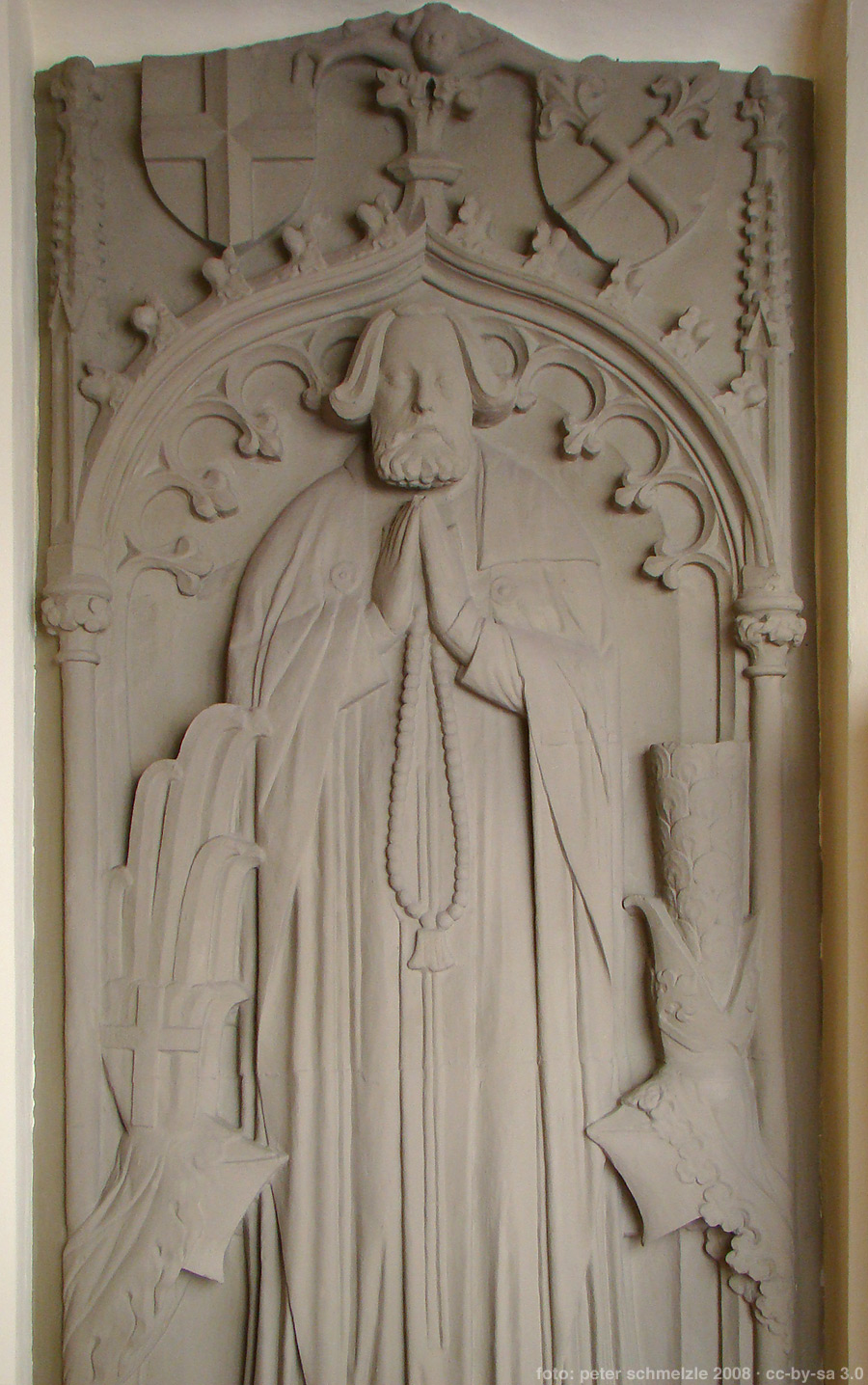
Grabplatte Deutschmeister Jost von Venningen

### Nach der Säkularisation
Durch die Säkularisation gelangte Schloss Horneck im Jahre 1805 in den Besitz des Königreichs Württemberg und wurde als Kaserne genutzt. 1824 kam die Anlage in private Hände und diente u. a. als Spital, Sanatorium, Naturheilanstalt und Bierbrauerei. Kurz nach dem Zweiten Weltkrieg wurde das Schloss als amerikanisches Lazarett genutzt. Von 1946 an wurde das Schloss unter der Leitung von Rudolf Haußer zur Lungenheilstätte umgebaut. 1960 zog die Heilanstalt in das neu gebaute Sanatorium in Löwenstein um.

## Heutige Nutzung

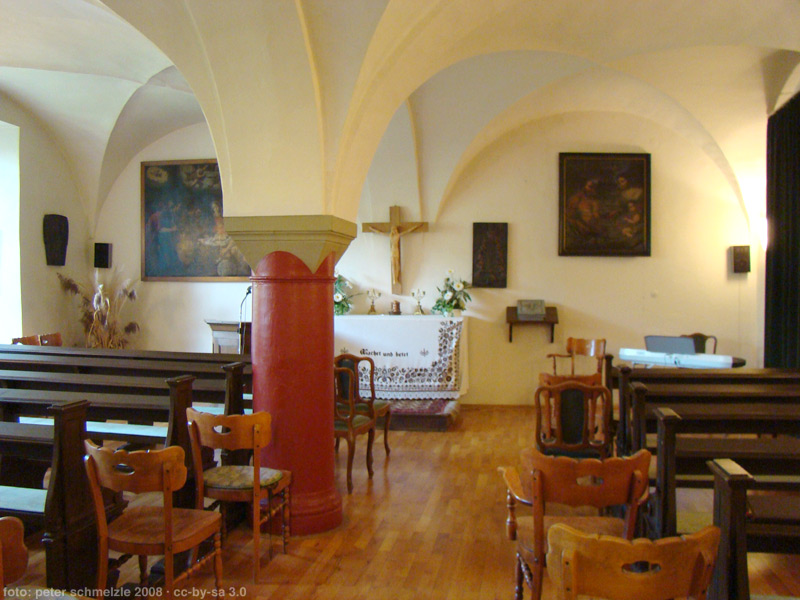
Schlosskapelle

Nach dem Auszug der Heilanstalt 1960 erwarben in Deutschland lebende Siebenbürger Sachsen, die im Hilfsverein „Johannes Honterus“ e. V. zusammengeschlossen sind, die Anlage und nutzen sie bis heute als Heimathaus Siebenbürgen. In der Anlage befinden sich die Sammlungen des Siebenbürgen-Instituts mit umfangreicher Bibliothek und das Siebenbürgen-Museum mit einer Ausstellungsfläche von rund 600 Quadratmetern, das sich als zentrales Museum der Siebenbürger Sachsen außerhalb Rumäniens versteht. Bis zu seiner Zahlungsunfähigkeit im Jahr 2015 betrieb der Hilfsverein „Johannes Honterus“ zudem ein Altenheim in dem Schloss sowie ein Pflegeheim in einem Neubau neben dem Schloss. Aus der Insolvenzmasse des Hilfsvereins kaufte der Bundesverband der Siebenbürger Sachsen das Schloss für eine Million Euro heraus, allerdings ohne das angrenzende Pflegeheim, das von einem anderen Betreiber übernommen wurde. 2016 wurde mit dem Umbau des ehemaligen Altenheimes in ein Kultur- und Begegnungszentrum begonnen.
2020 wurde das Schloss kernsaniert und zu einem Kultur- und Begegnungszentrum mit Hotel Garni, Bibliothek und Museum umgebaut. Das Schlosshotel Horneck wurde 2020 neu eröffnet.
Die gesamte Anlage ist gelegentlich zur Besichtigung geöffnet, im barocken Festsaal finden kulturelle Veranstaltungen statt. Im Hauptgebäude des Schlosses wird eine umfangreiche Gemäldesammlung mit siebenbürgischen Motiven präsentiert. Zum erhaltenen historischen Baubestand im Inneren zählen ein mit Inschriften verziertes Portal sowie eine Deutschmeister-Grabplatte aus dem 16. Jahrhundert in der Bibliothek, die Schlosskapelle, die auch heute noch zu Gottesdiensten genutzt wird, sowie der Festsaal im zweiten Obergeschoss mit barocker Stuckdecke und Deckengemälden.

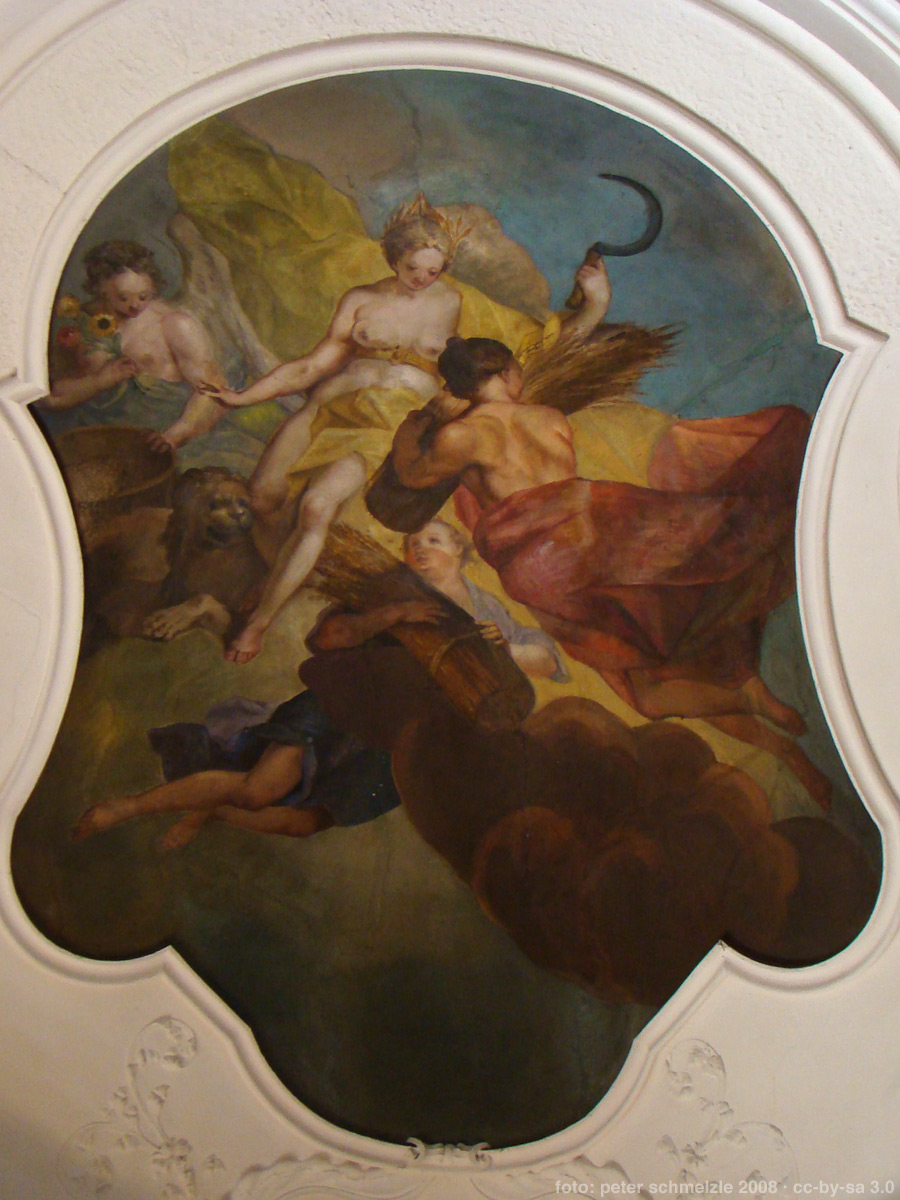
Deckengemälde im Festsaal
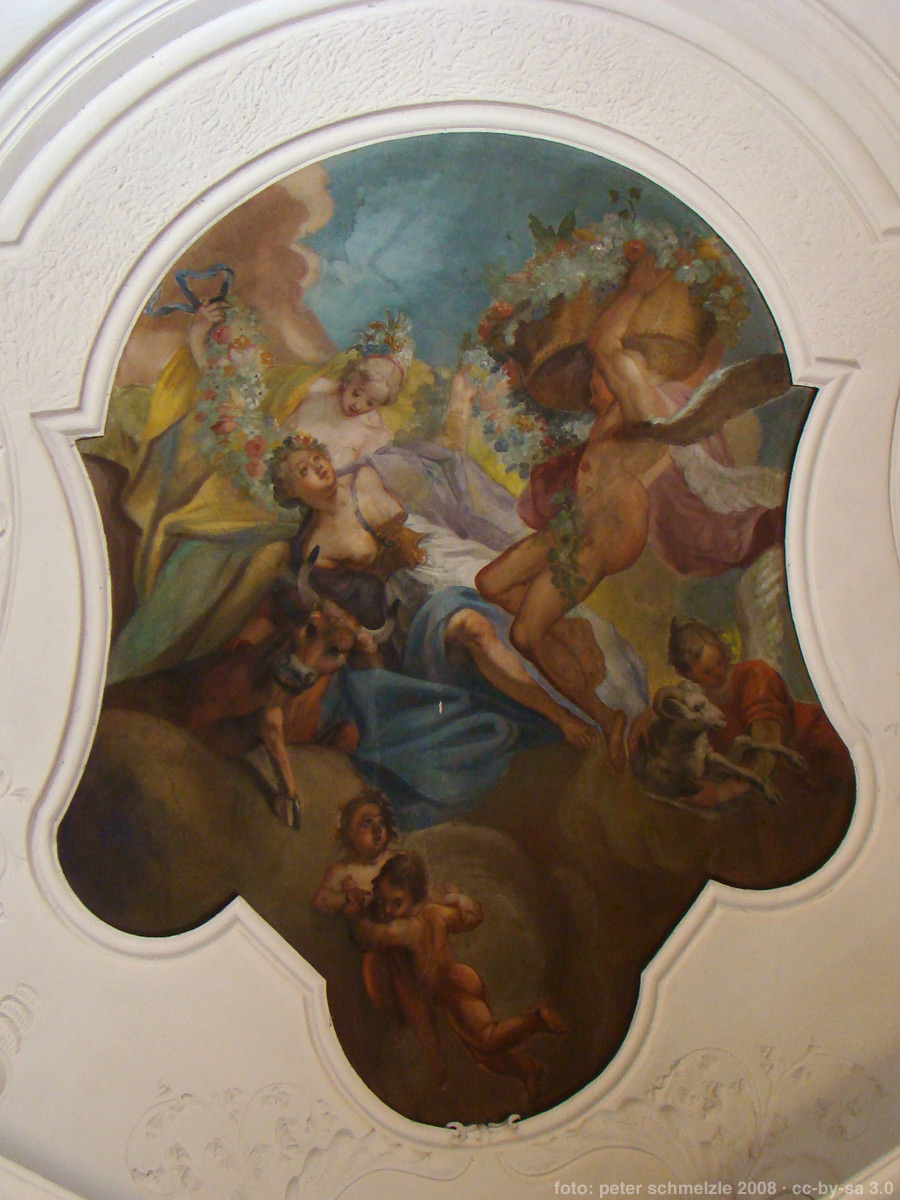
Deckengemälde im Festsaal
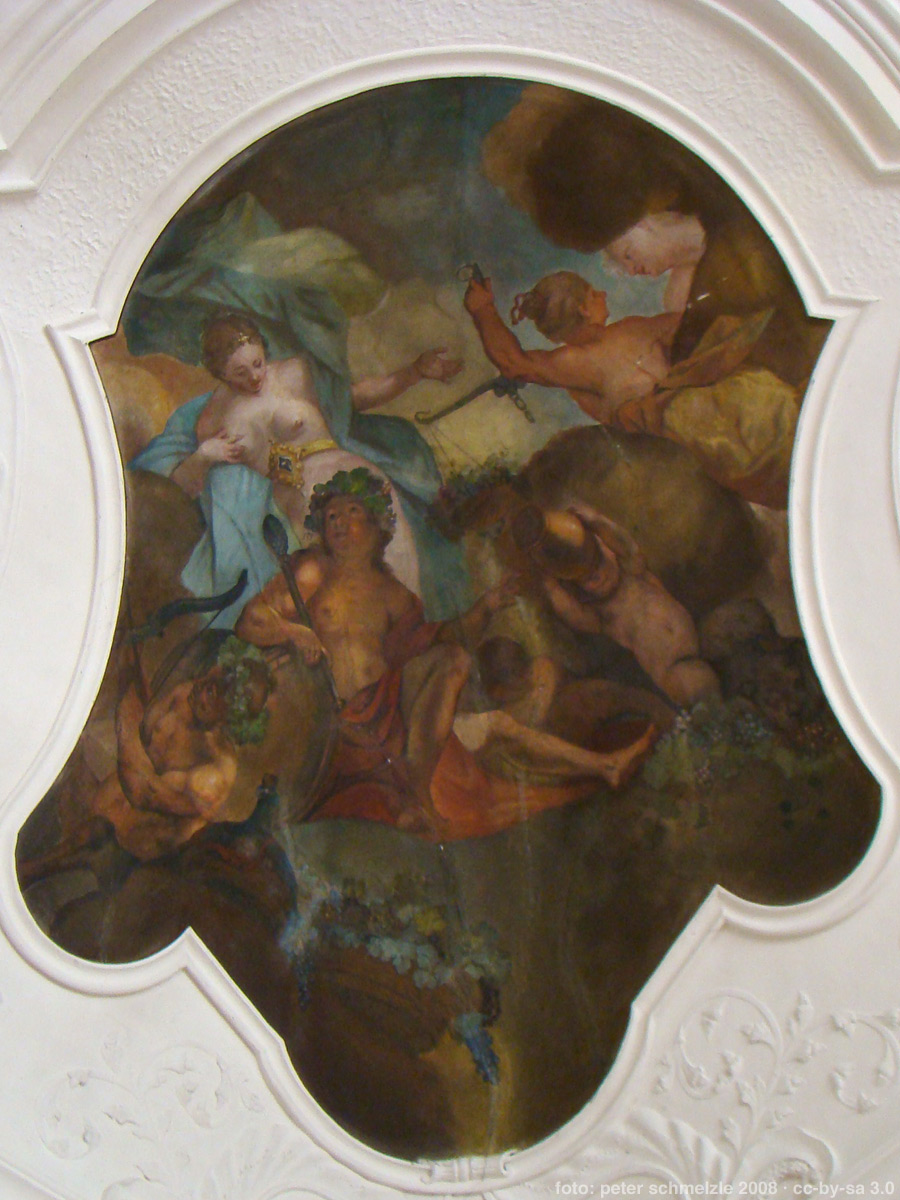
Deckengemälde im Festsaal
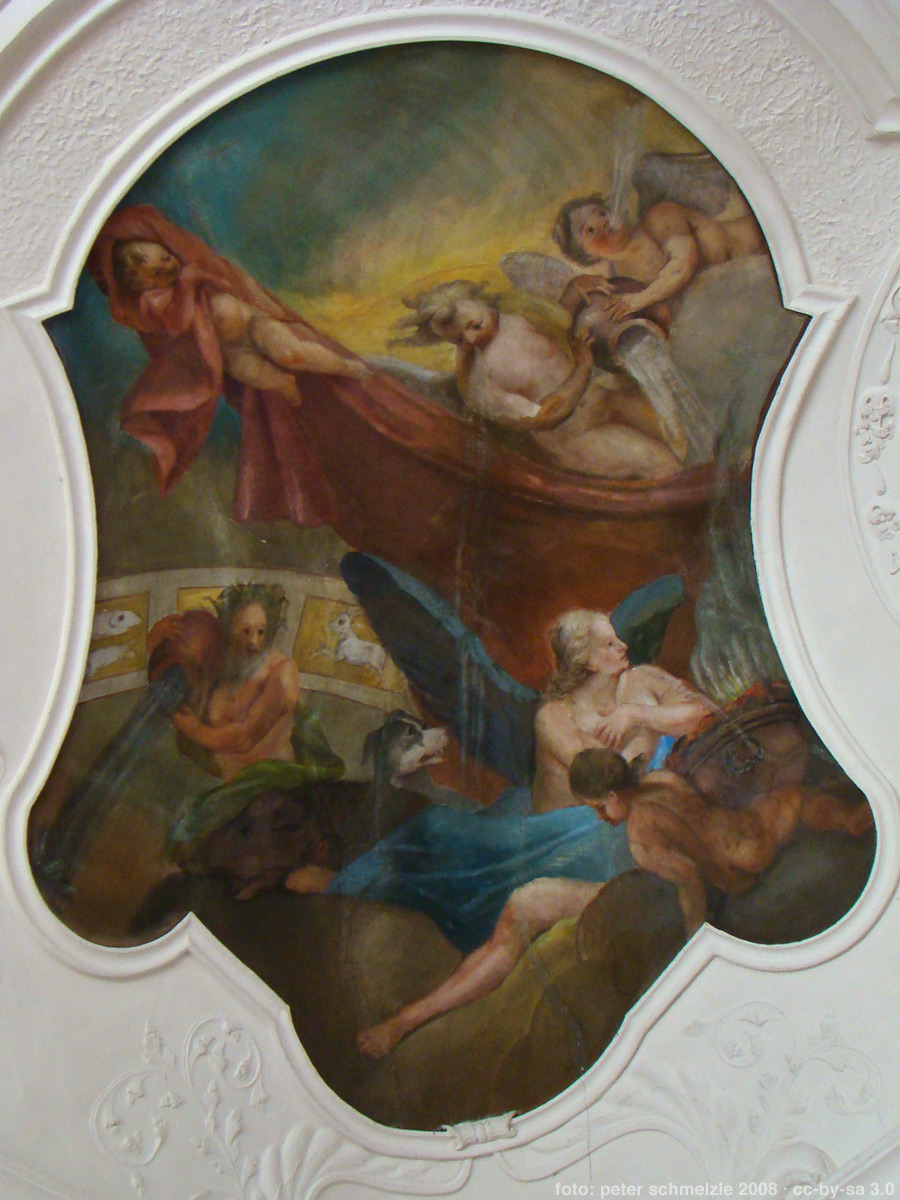
Deckengemälde im Festsaal